# タイのカトリック
タイのカトリックでは、タイにおけるローマ・カトリック教会について記述する。

## カトリック人口
2019年の時点ではタイにおけるカトリック信者は、388,468人いると見られており、総人口の0.58%にすぎない。また、信者の分布にも偏りがあり、地理的には北部に多く、民族的にはタイ族よりも、ベトナム系住民や山岳民族、華僑などに圧倒的に多い。

## 歴史
タイにおけるカトリックの歴史は1513年、アユタヤにポルトガル人が上陸したことに始まる。アユタヤ王朝のナーラーイ王の時代には、フランスがカトリックを利用してタイの属国化を図ろうしたため、フランスからの宣教師の数が圧倒的に多くなった。その後も、タイ国内ではフランス出身の宣教師が幅を利かせることになる。ナーラーイ王の死後、宣教師が虐殺され、一時カトリックの活動は衰退したが、チャクリー王朝に入ると徐々に禁教傾向が緩和され、ラーマ3世（モンクット王）の時代には布教がほぼ完全に許された。このころ技術を持った多数の宣教師がタイ国内に送り込まれ、タイ国内の技術向上に大きな役割を果たした。彼ら宣教師の多くは医療に従事し、モー（お医者様）と呼ばれ民衆に親しまれた。1984年には教皇ヨハネ・パウロ2世がタイを訪問している。

### 殉教事件
1940年、当時の首相であったピブーンソンクラームは、ラッタニヨム（愛国信条）によって国内のタイ国籍保有者を「純粋な」タイ人にするため、タイ国籍保有者に仏教徒となることを義務づけた。同年、ムックダーハーン県では地元警察当局が2人のシスターと5人の村人に仏教への改宗を要求、7人はこれを拒否し、結局銃殺された。この事件はその後長い間忘れられていたが、1980年代に行われたカトリック史発掘運動で注目され、1989年には教皇によって殉教者に認定された。現在、この殉教場所では奇跡が相次いで起こったこともあって、殉教者センターが開設された。

## 大司教区と司教区
- バンコク大司教区
  - チャンタブリー教区
  - チエンマイ教区
  - ナコーンサワン教区
  - ラーチャブリー教区
  - スラートターニー教区
- ターレー・ノーンセーン大司教区
  - ナコーンラーチャシーマー教区
  - ウボンラーチャターニー教区
  - ウドーンターニー教区

## 歴代の中心的宣教師
- ルイ・ラノー (Louis Laneau) … 1674年 - 1696年
- R.P.フェルー (R. P. Ferreux) … 1698年まで
- ド・シセ (de Cicé) … 1727年まで
- ド・ケラレー (de Quéralay) … 1736年まで
- R.P.ルメール (R. P. Lemaire) … 1738年まで
- ド・ロリエール (de Loliére) … 1755年まで
- ブリゴー (Brigot) … 1767年まで
- ル・ボン (Le Bon) … 1780年まで
- クーデ (Coudé) … 1785年まで
- ガルノール (Garnault) … 1811年まで
- エスプリ＝マリー＝ジョセフ・フローラン (Esprit-Marie-Joseph Florens) … 1834年
- ジャン・ポール・ヒレール・ミシェル・クルヴジー (Jean Paul Hilaire Michel Courvezy) … 1841年
- ジャン・バプティスト・パレゴワ (Jean-Baptiste Pallegoix) … 1862年
- フェルナン＝デメー＝オーグスティン＝ジョセフ・デュポン (Ferdinand-Aimé-Augustin-Joseph Dupond) … 1872年まで
- ジョーン＝ルイ・ヴェー (Jean-Louis Vey) … 1909年まで
- ルネ・マリー・ジョセフ・ペロー (René Marie Joseph Perros) … 1947年まで
- ルイ・クレモン・ショラン (Louis Clement Chorin) … 1965年まで
- ヨセフ・キアムスーン・ニッタヨー (Joseph Khiamsun Nittayo) …  1963年 - 1965年

1965年バンコク大司教区開設。

## 備考
- タイ王国とバチカン市国との外交関係は非公式にはアユタヤ時代からあったが、公式には1959年に始まっており、比較的近年である。
- タイではカトリックは憲法に従い、国王の下に保護され、仏教と並び、他のキリスト教各派とともに、国教に準じた扱いを受けている。
- タイではローマ教皇の称号はソムデットプラ・サンタパーパーであるが、このうちサンタパーパーはヨーロッパ言語の音訳ではなくサンスクリット語で「（悪を）放擲し平穏である」という意味の熟語である。